# Heteronuklear
Heteronukleare molekyler, er molekyler der indeholder to eller flere forskellige grundstoffer. Flere af molekylerne i vores atmosfære er heteronukleare molekyler som carbondioxid (CO2) og vand (H2O). I vores hverdag bruger vi også heteronukleare molekyler, som saltsyre (HCl).

## Eksempler

### Diatomiske heteronukleare molekyler
- Kulilte, CO
- Saltsyre, HCl

### Triatomiske heteronulkeare molekyler
- Carbondioxid, CO2
- Vand, H2O